# Máslovice
Máslovice jsou obec v okrese Praha-východ ve Středočeském kraji. Leží sedm kilometrů severně od okraje Prahy. Vlastní vesnice leží na vyvýšenině nad Vltavou, ale k obci patří také bývalý mlýn Dol (dnes Výzkumný ústav včelařský) a pás rekreačních objektů v údolí Vltavy naproti Libčicím přes řeku, k nimž jezdí z Dolu přívoz. V Máslovicích žije 384 obyvatel.

## Historie

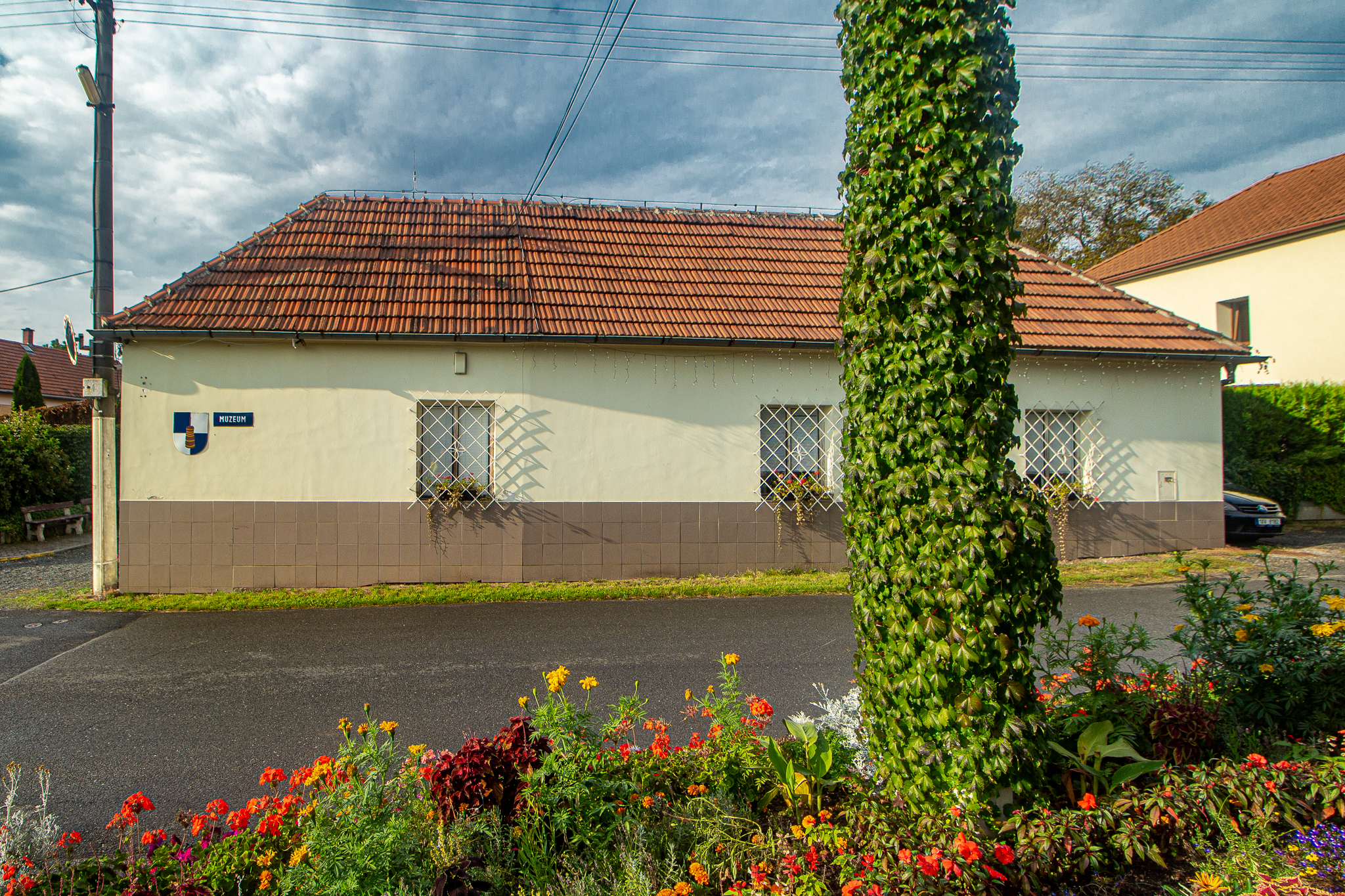
Máslovické muzeum másla

Existence obce je doložena poprvé v roce 1052 v darovací listině knížete Břetislava staroboleslavské kapitule. Církev držela obec až do roku 1706, kdy ji prodala Karlu Josefu Voračickému z Paběnic, který ji připojil k Chvatěrubům. Později byla ves prodána Matthiasi Friedrichu Riesovi ze Stallburgu, který ji připojil ke svému panství Panenským Břežanům.
Až do poloviny 19. století bylo v obci kromě statku pouze několik domů. Počet obyvatel se výrazněji zvýšil až s rozvojem průmyslu v sousedních Libčicích nad Vltavou.
V letech 1944–1945 zřídila v obci pobočku svého prosperujícího zemědělského podniku Lina Heydrichová, vdova po Reinhardu Heydrichovi, čelném představiteli nacistické strany, vedoucím hlavního úřadu říšské bezpečnosti a také zastupujícím říšském protektorovi Čech a Moravy. Pracovní komando patnácti vězňů z řad svědků Jehovových muselo pravidelně docházet z Panenských Břežan na statek v Máslovicích, kde byli přiděleni k otrocké práci.

## Obyvatelstvo
| Rok            | 1869 | 1880 | 1890 | 1900 | 1910 | 1921 | 1930 | 1950 | 1961 | 1970 | 1980 | 1991 | 2001 | 2011 | 2021 |
| -------------- | ---- | ---- | ---- | ---- | ---- | ---- | ---- | ---- | ---- | ---- | ---- | ---- | ---- | ---- | ---- |
| Počet obyvatel | 226  | 264  | 240  | 314  | 305  | 324  | 374  | 316  | 350  | 330  | 302  | 248  | 278  | 314  | 388  |
| Počet domů     | 29   | 33   | 35   | 40   | 40   | 39   | 65   | 80   | 83   | 86   | 90   | 98   | 96   | 112  | 132  |

## Obecní správa

### Územněsprávní začlenění
Dějiny územněsprávního začleňování zahrnují období od roku 1850 do současnosti. V chronologickém přehledu je uvedena územně administrativní příslušnost obce v roce, kdy ke změně došlo:
- 1850 země česká, kraj Praha, politický i soudní okres Karlín[8]
- 1855 země česká, kraj Praha, soudní okres Karlín[8]
- 1868 země česká, politický i soudní okres Karlín[8]
- 1927 země česká, politický okres Praha-venkov, soudní okres Karlín[9]
- 1929 země česká, politický okres Praha-venkov, soudní okres Praha-sever[10]
- 1939 země česká, Oberlandrat Praha, politický okres Praha-venkov, soudní okres Praha-sever[11]
- 1942 země česká, Oberlandrat Praha, politický okres Praha-venkov-sever, soudní okres Praha-sever[12]
- 1945 země česká, správní okres Praha-venkov-sever, soudní okres Praha-sever[13]
- 1949 Pražský kraj, okres Praha-sever[14]
- 1960 Středočeský kraj, okres Praha-východ[15]

### Obecní symboly
Znak byl obci udělen rozhodnutím předsedy Poslanecké sněmovny Parlamentu České republiky dne 17. října 1997.
Obec má ve znaku modrostříbrně čtvrcený štít, uprostřed něhož je máselnice se zlatými obručemi a tloukem. Základem znaku je erb starého českého vladyckého rodu Voračických z Paběnic, kteří koupili Máslovice v roce 1706 a připojili je k panství Chvatěruby, které bylo v jejich držení až do roku 1818. Máselnice ve středu znaku odkazuje na název obce, který však pravděpodobně není odvozen od másla. Podle prof. Antonína Profouse je jméno obce odvozeno od osobního jména Máslo.

## Doprava
Dopravní síť
- Pozemní komunikace – Obcí prochází silnice III. třídy. Ve vzdálenosti 4 km se dojede na silnici II/608 Praha-Libeň - Veltrusy - Straškov-Vodochody - Doksany - Terezín.
- Železnice – Železniční trať ani stanice na území obce nejsou. Nejbližší železniční stanicí (s přístupem pěšky a přívozem) jsou Libčice nad Vltavou ve vzdálenosti 1,5 km ležící na trati 091 vedoucí z Prahy do Kralup nad Vltavou.

Veřejná doprava 2011
- Autobusová doprava – V obci má konečnou zastávku příměstská autobusová linka Praha-Kobylisy - Máslovice (v pracovních dnech 26 spojů, o víkendech 12 spojů) (dopravce ČSAD Střední Čechy, a. s.)

## Zajímavosti
- Název obce nepochází od očekávaného slova máslo, ale od rodu Máslovců
- V obci se v Pražské ulici č. 3 nachází Muzeum másla[18], které je s Minimuzeem chleba a másla v Bílém Kostele nad Nisou jediným svého druhu v Evropě
- U obce se nalézá přírodní rezervace Máslovická stráň

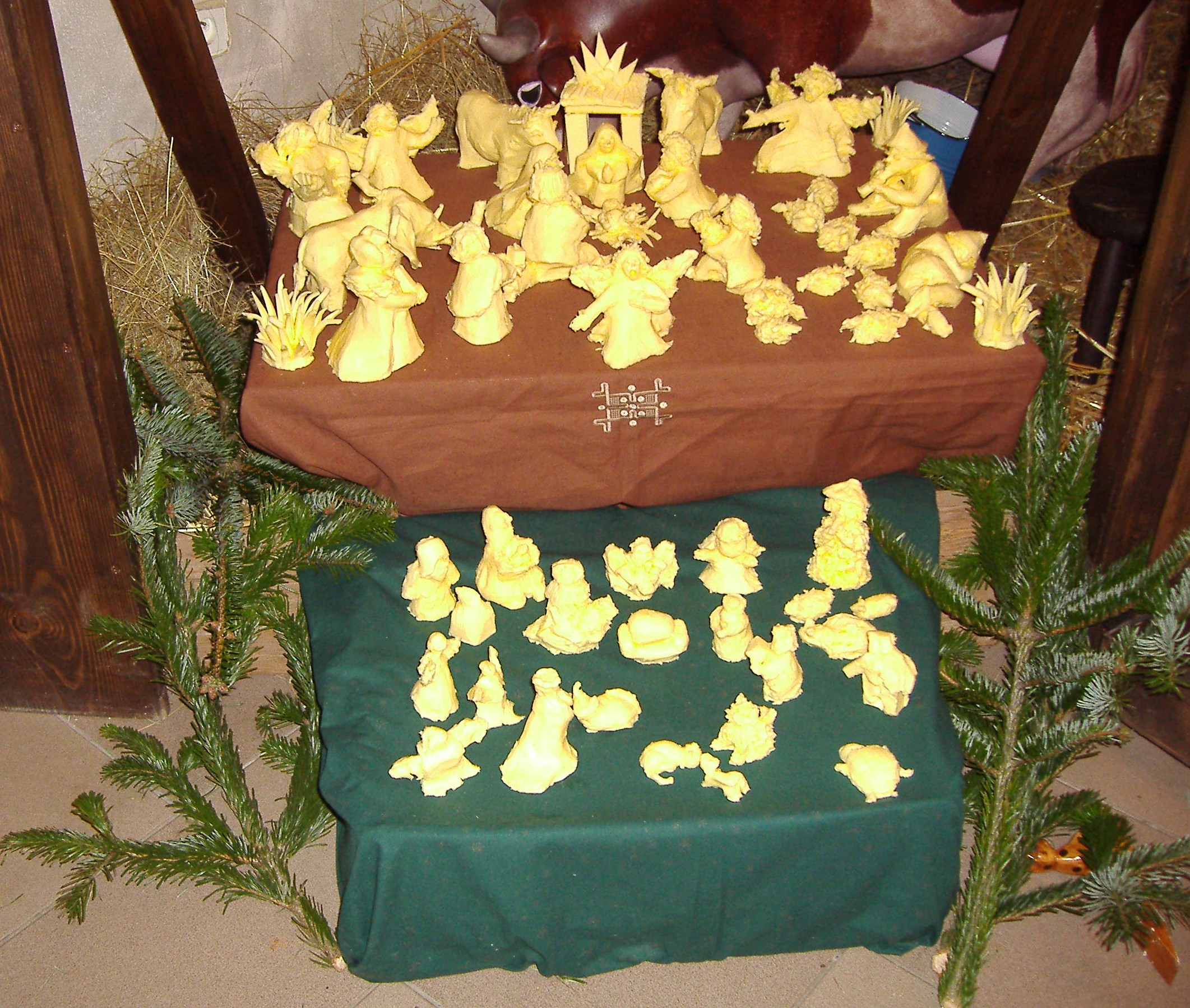
Máslový betlém v muzeu
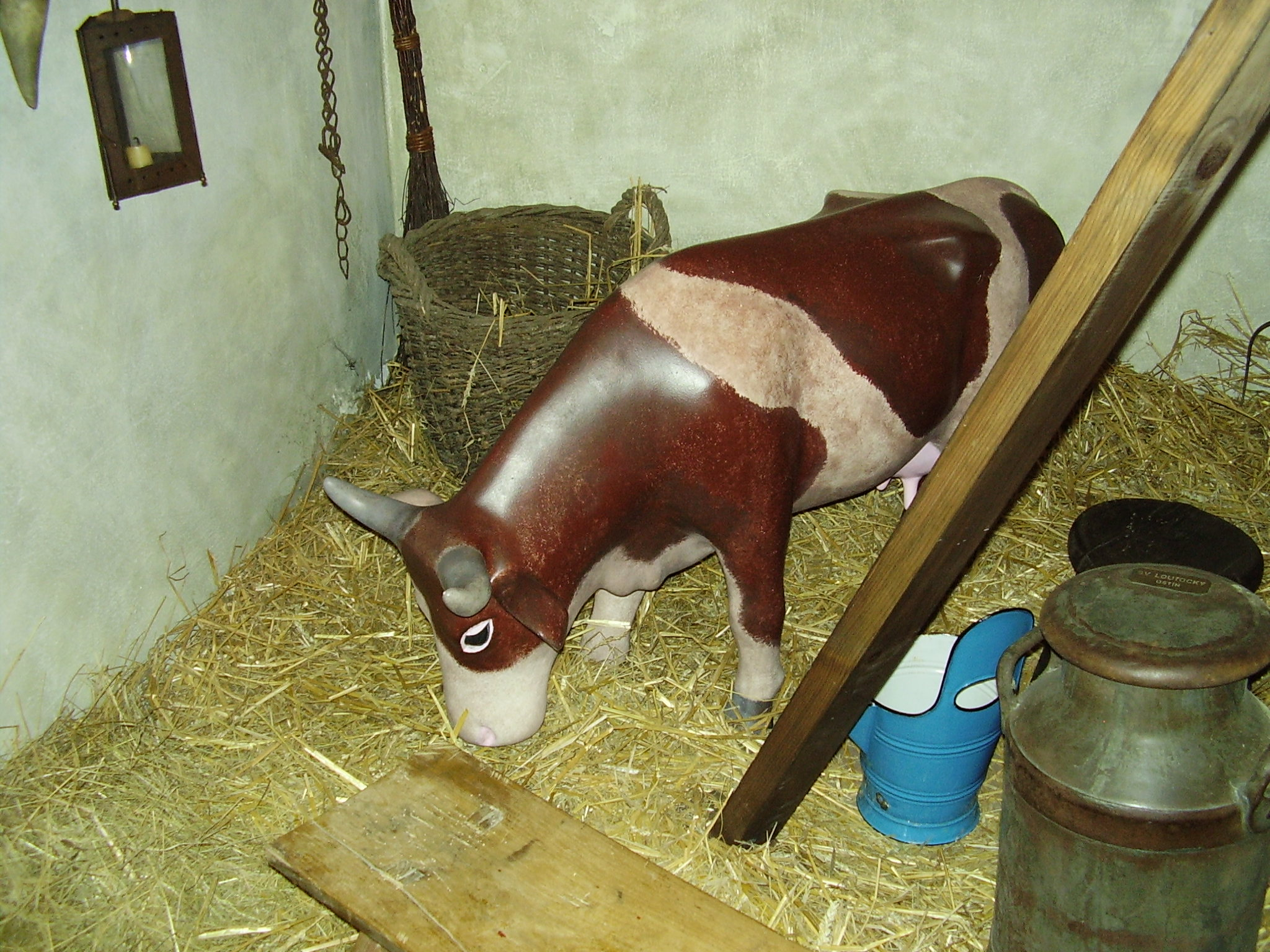
Muzeum másla - část expozice